# Théophile-Jules Pelouze
Théophile-Jules Pelouze (Valognes, 26 de fevereiro de 1807 — Paris, 31 de maio de 1867) foi um químico e professor francês.
Teve alunos de renome, tais como Alfred Nobel e Ascanio Sobrero.
O seu pai, Edmond Pelouze, era químico industrial e tinha escrito vários manuais práticos nesse campo. Théophile trabalhou numa farmácia como assistente de laboratório de 1827 a 1829. No ano de 1830 foi trabalhar para Lille como professor de química. No ano seguinte regressou a Paris para se tornar professor na École Polytechnique. Abriu um laboratório-escola experimental em 1846. Em 1848 tornou-se presidente da Commission des Monnaies. 
Depois do golpe de estado, em 1851, renunciou suas nomeações, mas continuou a gerir o laboratório-escola. Trabalhou com materiais de alto risco de explosão, tais como o Algodão explosivo e alguns nitrosulfatos.
Pelouze não fez nenhuma descoberta de elevada relevância científica. Estudou as propriedades do peso atómico de certos elementos, tendo escrito vários livros:
- Traite de chimie generale (1847-1850)
- Abrege de chimie (1848)
- Notion, generates de chimie (1853)

Viveu num famoso castelo na França, Castelo de Chenonceau, com a sua mulher Marguerite, de 1864 até à morte em 1867, em Paris.